# Бенгази
Бенга́зи (араб. بنغازي‎ Binġāzī; лив. араб. بنغازي‎‎ [bənˈʁɑːzi]) — второй по величине после Триполи город в Ливии, столица Киренаики.
Во времена существования Королевства Ливии являлся одним из двух столичных городов. Невдалеке от Бенгази располагалась резиденция Идриса I. Каддафи лишил Бенгази столичных функций.
15 февраля 2011 года именно в Бенгази начались акции протеста, послужившие началом гражданской войны. С середины 2017 года город контролируется силами восточного правительства Ливии и ЛНА Х. Хафтара.

## История

### Древнегреческий город

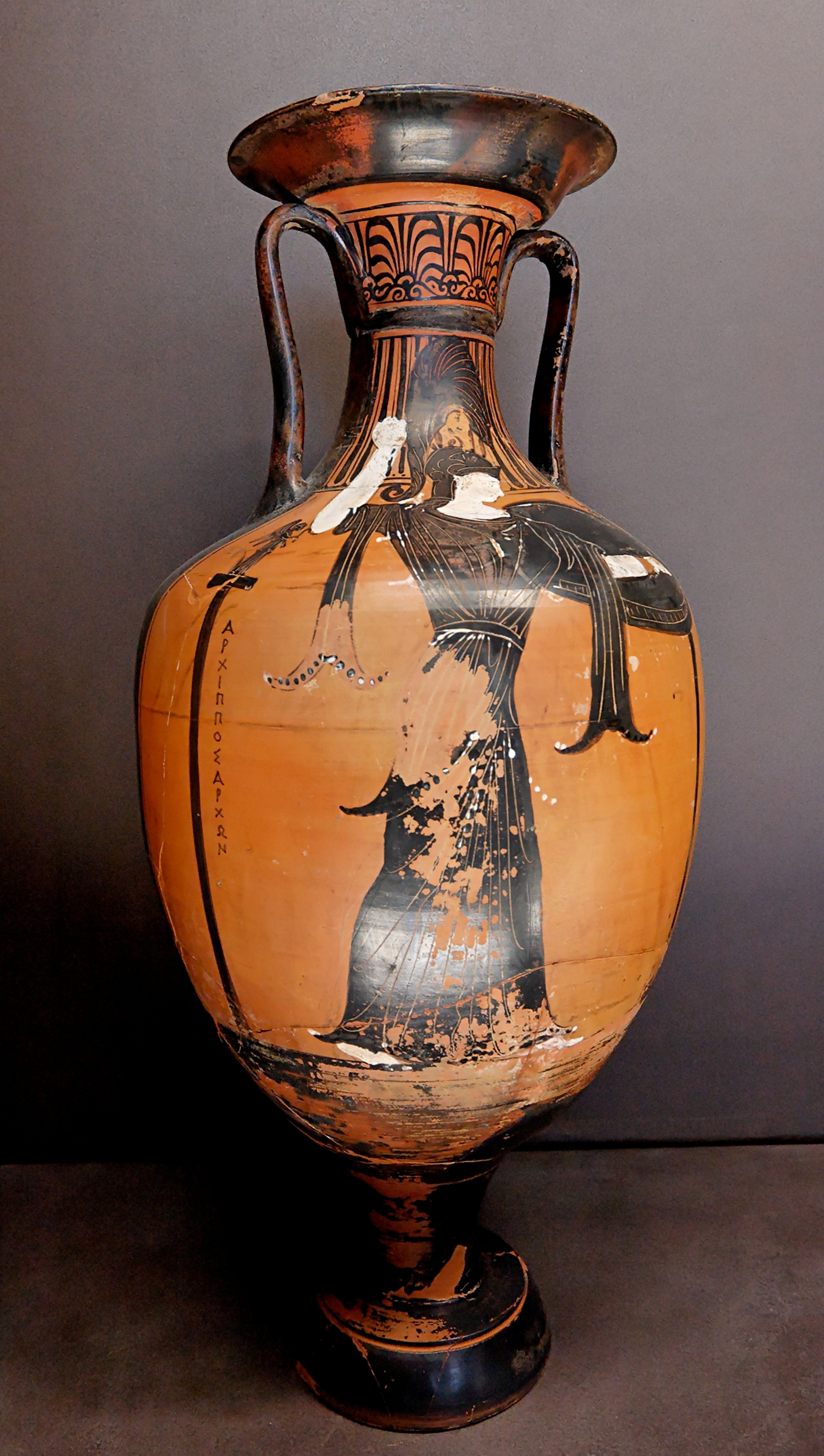
Греческая амфора, найденная в Бенгази

Бенгази расположен в исторической области Северной Африки Киренаике. Первым городом на территории современного Бенгази была Колония Эсперид (Гесперид) — или просто Эспериды, основанные греками около 525 года до н. э. Эспериды являлись одним из городов Пентаполиса — пяти главных городов Киренаики.
Эспериды впервые упоминаются Геродотом в описании восстания в Барке и Персидской экспедиции в Киренаику. Результаты многих археологических исследований указывают на независимость или автономность города от Киренаики как таковой. К примеру, старейшие монеты, найденные в городе были отличны от киренайских того же периода. Также у города были свои органы власти и подобие конституции.
Город не раз брали в осаду, так как располагался он на границе враждебных ливийских племён. Одна из таких осад упоминается древнегреческим историком Фукидидом в 414 году до н. э. Тогда Эспериды были спасены спартанским военачальником Гилиппом, вынужденным приостановить поход флота на Сицилию из-за сильных порывов ветра. С городом связана и смерть последнего царя Кирен Аркесилая IV, бежавшего сюда в надежде на спасение.
Киренаика являлась частью империи Александра Македонского, а затем и Королевства Птолемеев. После брака Птолемея III с Береникой II, в середине III века до н. э., многие киренайские города были переименованы, а Эспериды стали именоваться Береником.

### Под властью Рима
Согласно завещанию Апиона Птолемея, Киренаика стала римской провинцией в 96 году до н. э. В 20-е годы до н. э. город был включён в состав сенатской провинции Крита и Киренаики. По административной реформе Диоклетиана, Киренаика была разделена на две части — Нижнюю Киренаику и Верхнюю Киренаику. Под властью Рима Беренике процветал, а после III века н. э. и вовсе стал центром Киренаики.
В 431 году вся Ливия, включая Киренаику, была завоёвана вандалами и понесла огромный ущерб. В VI веке Беренике на некоторое время попал под власть Византии. По приказу Юстиниана I в городе были перестроены стены и общественные бани. Позже, при императоре Маврикии, Киренаика была включена в состав Египетской провинции. Общий контроль над регионом был очень слаб, а постоянные берберские восстания и вовсе превратили некогда процветавшую территорию в забытое всеми место.

### Становление ислама
Ислам шёл по Северной Африке без должного сопротивления: римское влияние на регион, за исключением Беренике, было ничтожно, Византия практически не имела здесь никакой опоры.
Согласно Александрийскому договору 642 года, завоевание Египта арабами было окончено победой. 17 сентября 642 года пала Александрия, а в начале 643 года, без сопротивления, и Киренаика. К тому времени Беренике уже являлся небольшим населённым пунктом посреди величественных руин. При арабах город долгое время именовался Барником.
В 1200-х годов поселение стало играть важную роль в растущей торговле между генуэзскими купцами и племенами из внутренних районов. В 1450 году арабские купцы из Мисураты отстроили между руин крепкий город и нарекли его Бен-Гази, в честь арабского полководца Сиди-бен-Гази. В переводе с арабского новое имя означало: Сын Победы (или Сын Победителя). Согласно другой версии, современное название город получил лишь в XVI веке от имени мусульманского святого (марабута) бен-Гази (или бен-Раси), могила которого расположена недалеко от Бенгази.

### Османская империя

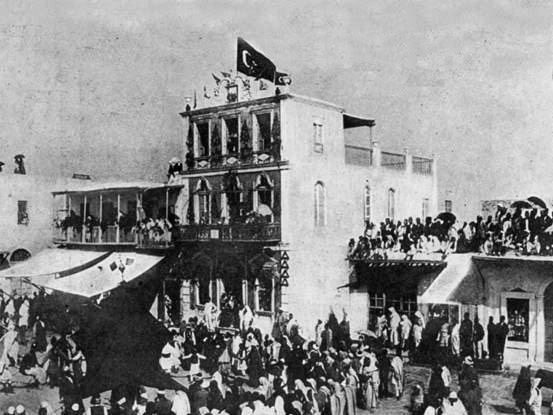
Водружение турецкого флага над Бенгази в 1896 году

В 1578 турки захватили Бенгази и управляли городом из Триполи. В 1711-1835 годах город состоял под властью пашей из династии Караманли, а в 1835-1911 годах находился под прямым управлением Османской империи. На тот момент Бенгази был беднейшим городом в Османской империи. В нём не было мощёных дорог, телеграфа, а бухта так засорилась морскими наносами, что корабли не могли в неё входить. В прибрежных водах трудились греческие и итальянские ловцы морских губок. В 1858 и в 1874 годы Бенгази был опустошён эпидемией бубонной чумы.

### Итальянское господство

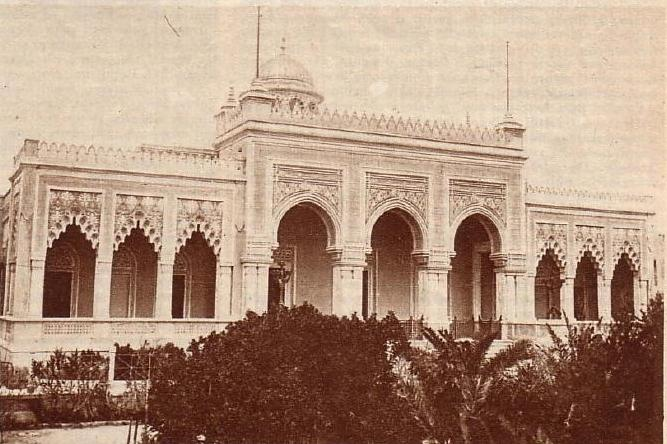
Дворец Литторио

В 1911 году Бенгази захватили итальянцы, а в 1912 году создали колонию Итальянская Киренаика. Местное население Киренаики под предводительством Омара Мухтара попыталось организовать партизанскую войну против итальянцев, однако потерпело поражение. Ответом итальянских властей стали массовые репрессии против нелояльных племён.
После окончания восстаний, в начале 1930-х годов, была предпринята попытка ассимилировать местное население мирным путём. К концу 1930-х годов в Бенгази проживало чуть более 20 тысяч итальянцев, что составляло 35 % от всего населения города.
В годы правления Муссолини 125 тысяч ливийцев оказались в концлагерях, из них погибло около двух третей.

### Вторая мировая война
6 февраля 1941 года, в ходе операции «Компас», в Бенгази вошли части 6-й пехотной австралийской дивизии.
4 апреля того же года город вновь оказался занят войсками Оси. Бенгази ещё не раз переходил из рук в руки. Сильно пострадал от британских бомбардировок. Окончательный захват города произошел 20 ноября 1942 года, уже после поражения Африканского корпуса Вермахта в ходе второго сражения при Эль-Аламейне. Бенгази стал центром британской военной администрации в Ливии.

### Королевство Ливия
После Второй мировой войны город был восстановлен. С 1949 по 1951 годы Бенгази являлся столицей Эмирата Киренаика. В декабре 1951 года из Киренаики, Триполитании и Феццана образовалось Королевство Ливия со столицами в Бенгази и Триполи.
24 декабря 1951 года в Бенгази была провозглашена независимость Ливии. В августе 1960 года король Идрис I воздвиг в Бенгази мавзолей Омара Мухтара.

### Джамахирия
После военного переворота 1969 года Бенгази потерял столичный статус, и все главные государственные учреждения были перемещены в Триполи.
15 апреля 1986 года город перенёс бомбардировку ВВС США. Причиной стало обвинение США ливийских властей в поддержке международного терроризма, в том числе в организации взрыва на берлинской дискотеке «Ла Белль», произошедшего десятью днями ранее.
В сентябре 1995 года произошла серия столкновений между исламскими фанатиками и полицией. Были арестованы тысячи человек.
В конце 1990-х годов в детской больнице Бенгази более 400 пациентов были инфицированы вирусом иммунодефицита. Виновными сделали болгарских медсестёр и палестинского врача, которые были арестованы и приговорены к смертной казни. Однако до этого не дошло, и в 2007 году медсёстры были помилованы и вернулись в Болгарию.

### Арабская весна и гражданская война

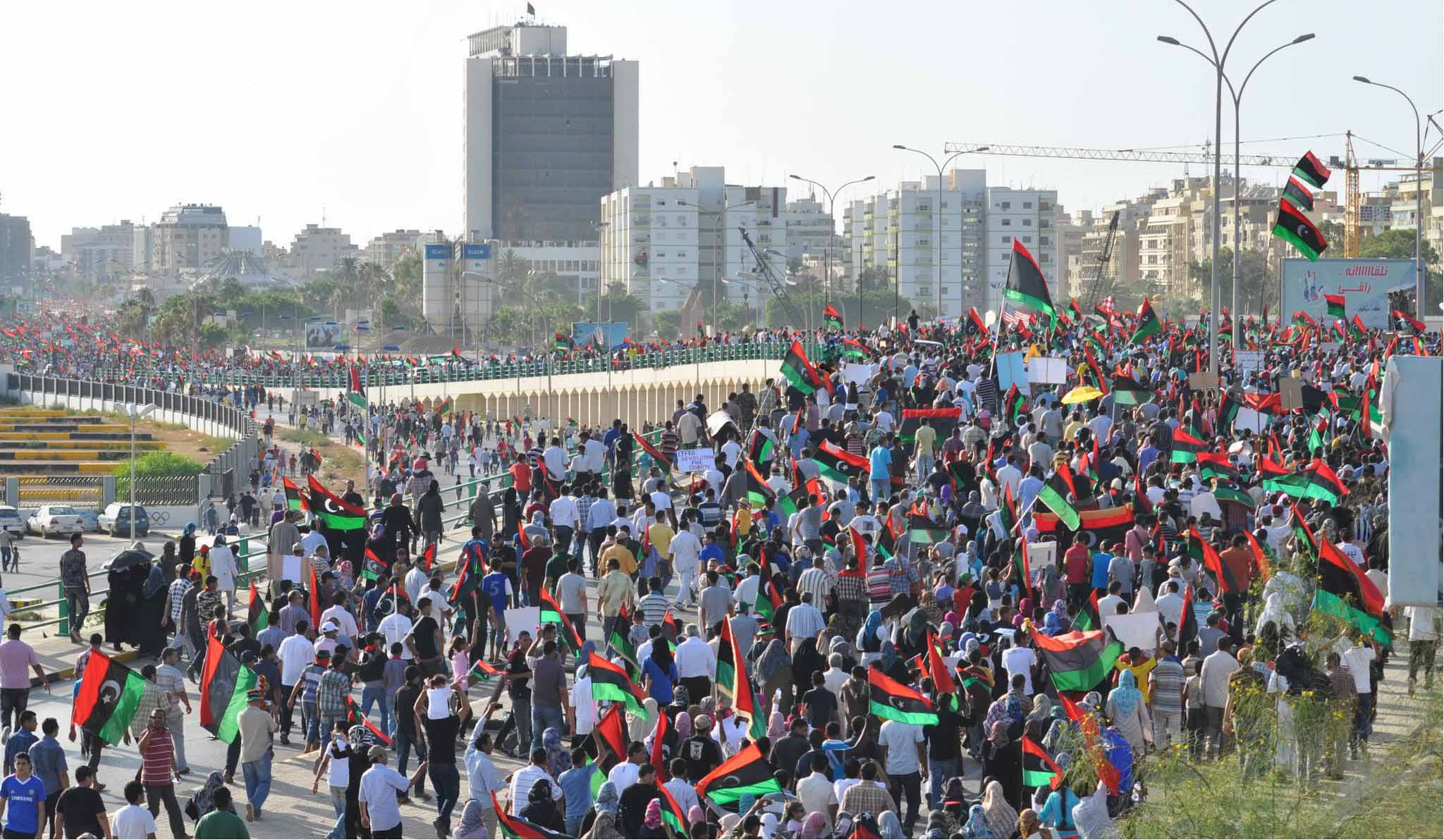
Манифестация 6 июля 2011 года

В феврале 2011 года в Бенгази вспыхнули бурные протесты, которые в конечном счёте и привели к началу гражданской войны. Протестующие шли под флагами Королевства Ливии, некоторые из них несли и изображения Идриса I. По различным подсчётам в феврале 2011 года погибло от нескольких десятков до двух сотен демонстрантов.
После побега мэра Худы Бен-Амера из Бенгази в Триполи, местные жители организовали управленческий комитет из разных уважаемых в городе людей. С 26 февраля по 26 августа в Бенгази находилась временная штаб-квартира Переходного национального совета.

### Послевоенная Ливия
19 мая 2012 года в Бенгази прошли первые с 1960 года свободные муниципальные выборы.
11 сентября 2012 года в Бенгази американская дипломатическая миссия подверглась нападению группы боевиков Ансар Аль-Шариа. В результате были убиты: посол США в Ливии Кристофер Стивенс, менеджер по информации Шон Смит и два сотрудника службы безопасности посольства. Десять человек получили ранения.
С началом гражданской войны в 2014 году, Бенгази стал предметом ожесточённых боев между силами Ливийской национальной армии, совместно с Палатой представителей Ливии, и исламистскими силами Совета шуры Бенгази. С конца 2016 года большая часть городского центра подвергалась сильной бомбардировке, перенеся серьёзные повреждения. Боевики вилаята Барка бежали из Бенгази в начале января 2017 года, а генерал Халифа Хафтар объявил город очищенным от исламистов Совета шуры 5 июля 2017 года. Несмотря на это, последний контролируемый боевиками район был занят армией в декабре 2017 года.

## Административно-территориальное деление

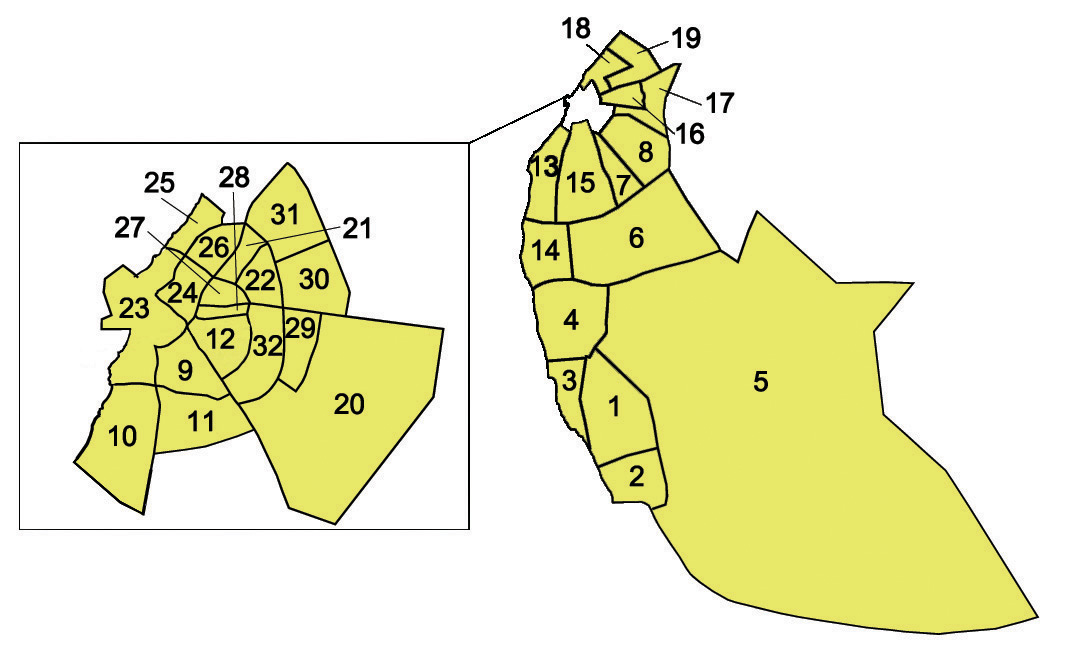

Бенгази является одним из 22-х шабияхов (муниципалитетов) Ливии. Состоит из 32-х первичных народных конгрессов:
| 1 Аль-Магрун 2 Аль-Саахил 3 Каркура 4 Гиминис 5 Сулук 6 Аль-Хадра 7 Аль-Навагийя 8 Аль-Маджина 9 Аль-Киш 10 Гариан 11 Аль-Фувайхат |  |  |  |  |  |  |  |  |  |  |  |  |  |  |  | 12 Аль-Берка 13 Бу-Фахра 14 Яррутха 15 Аль-Куварша 16 Бу Атни 17 Бенина 18 Аль-Вайфия 19 Сиди Халифа 20 Аль-Хавари 21 Аль-Тавра 22 Шухада |  |  |  |  |  |  |  |  |  |  |  |  |  |  |  | 23 Мадинат Бенгази 24 Сиди Сайн 25 Аль-Сабри 26 Сиди Абайд 27 Аль-Салмани 28 Раас Абайд 29 Бенгази аль Ядида 30 Аль-Уруба 31 Эй аль-Мухтар 32 Аль-Хадаик |

## География

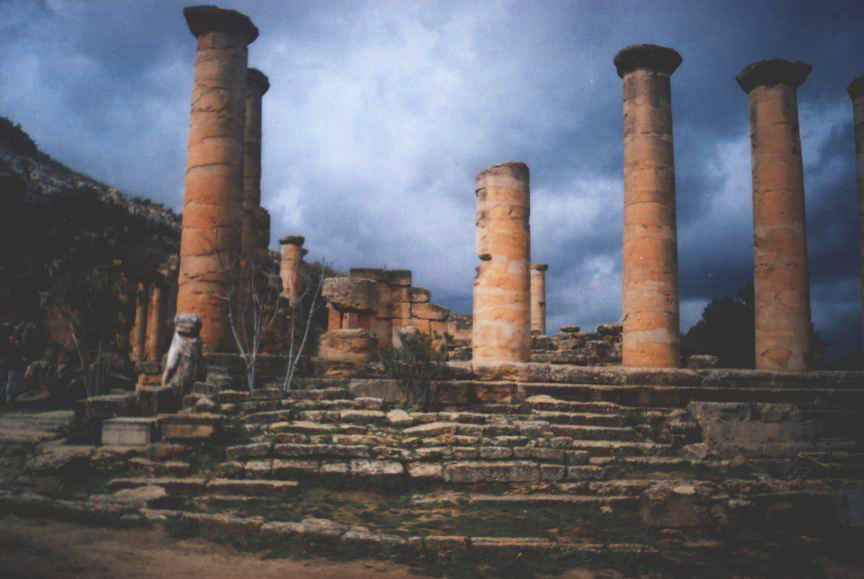
Древний город Кирена вместе с Бенгази входил в состав пентаполиса восточной Ливии.

Географический район, в котором находится Бенгази, называется Киренаика. Киренаика окружена пустыней с трёх сторон, поэтому в древние времена связь с остальной цивилизацией лежала через север, через Средиземное море, где находились Крит и Греция, всего в 400 км.
Бенгази окружен полупустыней и степью. Район Джебаль Ахдар (Зелёная гора) находится к северу от Бенгази. Здесь растительность и климат более средиземноморские, чем в пустынных районах на юге. Большую часть на западе Джебаль Ахдар занимает плодородная равнина Аль-Марж. Далее на восток идет второй уровень Джебаль Ахдар с высотами от 500 до 875 м над уровнем моря, склоны гор, рассеченные ущельями, покрывают леса. Среднегодовое количество осадков, особенно в Кирене, может достигать 500 мм. Почва в Бенгази густого рыжего цвета, очень глинистая.
| Показатель                    | Янв. | Фев. | Март | Апр. | Май  | Июнь | Июль | Авг. | Сен. | Окт. | Нояб. | Дек. | Год   |
| ----------------------------- | ---- | ---- | ---- | ---- | ---- | ---- | ---- | ---- | ---- | ---- | ----- | ---- | ----- |
| Абсолютный максимум, °C       | 24,0 | 28,0 | 38,0 | 41,0 | 42,0 | 43,0 | 41,0 | 41,0 | 41,0 | 38,0 | 35,0  | 26,0 | 43,0  |
| Средний суточный максимум, °C | 16,6 | 17,8 | 20,3 | 24,9 | 28,8 | 32,0 | 31,6 | 31,9 | 30,7 | 27,6 | 22,8  | 18,4 | 25,3  |
| Средняя температура, °C       | 12,6 | 13,4 | 15,3 | 19,1 | 22,7 | 25,9 | 26,1 | 26,6 | 24,2 | 22,3 | 18,0  | 14,4 | 20,1  |
| Средний суточный минимум, °C  | 8,7  | 8,9  | 10,3 | 13,4 | 16,6 | 19,9 | 20,6 | 21,2 | 19,8 | 17,1 | 13,3  | 10,3 | 15,0  |
| Абсолютный минимум, °C        | 3,0  | 3,0  | 3,0  | 5,0  | 9,0  | 13,0 | 14,0 | 16,0 | 11,0 | 11,0 | 7,0   | 4,0  | 3,0   |
| Норма осадков, мм             | 66,8 | 42,4 | 27,8 | 7,6  | 3,3  | 0,4  | 0,0  | 0,3  | 3,2  | 21,0 | 33,2  | 64,6 | 270,6 |

К северу, под крутыми скалами плато, лежит узкая полоска средиземноморских сельскохозяйственных угодий. Там выращивают оливки и другие средиземноморские фрукты и овощи. К югу леса и сады уступают место зарослям можжевельника, полупустынного кустарника, здесь же имеются малочисленные районы зимнего выпаса скота.

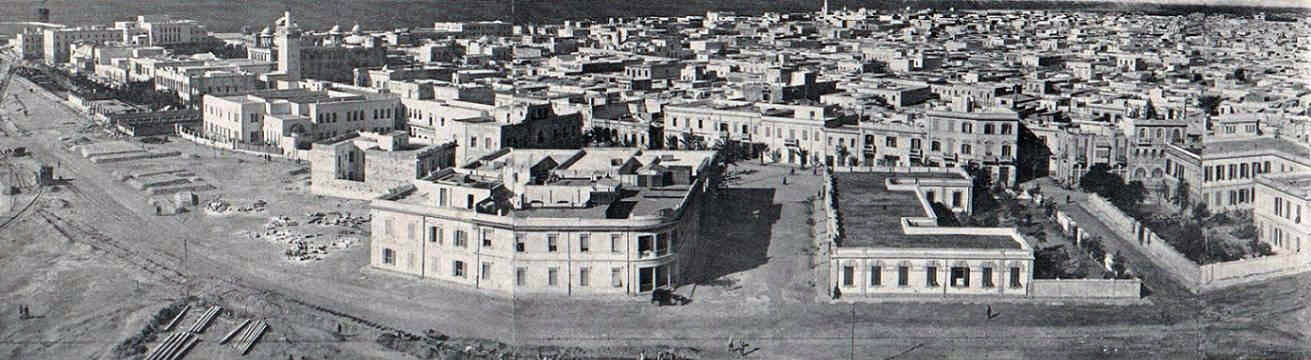
Панорама Бенгази. 1935